# نافح (اسم)
نافح هو اسم علم مذكر من أصل عربي، ومعناه هو الواهب المدافع الفواح.

## وصلات خارجية
- موسوعة السلطان قابوس لأسماء العرب